# Вірмуні (дегестан)
Вірмуні (перс. ویرمونی) — дегестан в Ірані, в Центральному бахші, в шагрестані Астара остану Ґілян. За даними перепису 2006 року, його населення становило 14970 осіб, які проживали у складі 3720 сімей.

## Населені пункти
До складу дегестану входять такі населені пункти:
- Аббас-Абад
- Аваз-Лар-Саядлар
- Анбаран-Махале
- Аскарабад
- Баґче-Сара
- Барзена
- Бі-Бі-Янлу
- Біджарбін
- Вірмуні
- Гудул
- Дарбанд
- Джебраіл-Махале
- Калье
- Кашфі
- Лемір-Махале
- Тале-Хан
- Ханега-є-Асіяб
- Хошк-Дагане
- Шейх-Алі-Махале
- Шейх-Махале
- Шунан
- Шунде-Чула